# VTech Laser 200
Il Laser 200 è un home computer a 8 bit prodotto da VTech dal 1983 al 1985. È stato venduto anche come Salora Fellow in Fennoscandia (in modo particolare in Finlandia), come Texet TX 8000 in Inghilterra e come Dick Smith VZ200 in Australia e Nuova Zelanda. Progettato e costruito dalla Video Technology (VTech) con sede ad Hong Kong, derivava dal Tandy TRS-80.
Al lancio la versione rimarchiata Texet dichiarava di essere il microcomputer a colori più economico del mercato. Tuttavia questo non bastò per assicurarne il successo contro il Sinclair ZX Spectrum che stava spopolando in Inghilterra in quel periodo. Il "Dick Smith" VZ 200 ebbe maggior successo in Australia dove divenne popolare come primo computer e dove fu venduto in circa 30.000 unità.

## Caratteristiche tecniche
Il Laser 200 è basato su una CPU Zilog Z80A pilotata da un quarzo operante alla frequenza di 3,58 MHz. È dotato di 16 kB di ROM che contengono il Microsoft BASIC e di 8 KB di RAM. Di questi, 2 KB sono riservati al Video Display Controller (VDC) mentre i rimanenti 6 KB sono a disposizione dell'utente. Il VDC Motorola è il Motorola 6847, grazie al quale il computer può offrire due modalità video, una testuale e una grafica. La modalità testuale permette di visualizzare 32×16 caratteri a 8 colori: i caratteri rappresentabili sono prelevati da una tabella di 256 elementi, dove i primi 128 sono i classici caratteri alfanumerici ASCII mentre i restanti 128 sono simboli semigrafici che permettono una grafica a bassa risoluzione di 64×32 punti. In modalità grafica il computer mette a disposizione un'immagine di 128×64 pixel a 4 colori, di cui uno è quello dello sfondo.
Il computer è dotato di una tastiera in gomma con 45 tasti, molto criticata per la sua scarsa qualità, e di alcune porte di espansione, fra cui quella per collegare un lettore di cassette da usare come memoria di massa predefinita: per questo motivo i giochi, come i cloni di Frogger, Scramble, Space Invaders e Moon Patrol, furono distribuiti principalmente in cassetta dato che per pilotare altre periferiche servivano apposite schede di espansione.

## VTech Laser 310 / Dick Smith VZ300
Una versione migliorata conosciuta come VTech Laser 310 o Dick Smith VZ 300 fu distribuita successivamente: si differenzia dal modello 200 per una tastiera con tasti in plastica rigida e per una dotazione di memoria RAM maggiore, 16 kB espandibile fino a 64 kB.

## VTech Laser 350 / 500 / 700 / 750
Nel 1985 venne introdotta una nuova serie che arrivò a comprendere i Laser 350, 500, 700 e 750, molto simili tra loro. Sono molto diversi dalle serie precedenti e non retrocompatibili. Il 350 ha lo stesso case del Laser 300, mentre i successivi usano un modello nuovo. Il processore è il D780c della NEC, sempre compatibile con lo Z80A. Le capacità sono migliorate, in particolare questa serie ha 6 modalità grafiche, da 160 x 96 a 16 colori a 640 x 192 a 2 colori, e più memoria di base: 16k sul 350, 64k sui 500 e 700, 128k sul 750..

## Galleria d'immagini

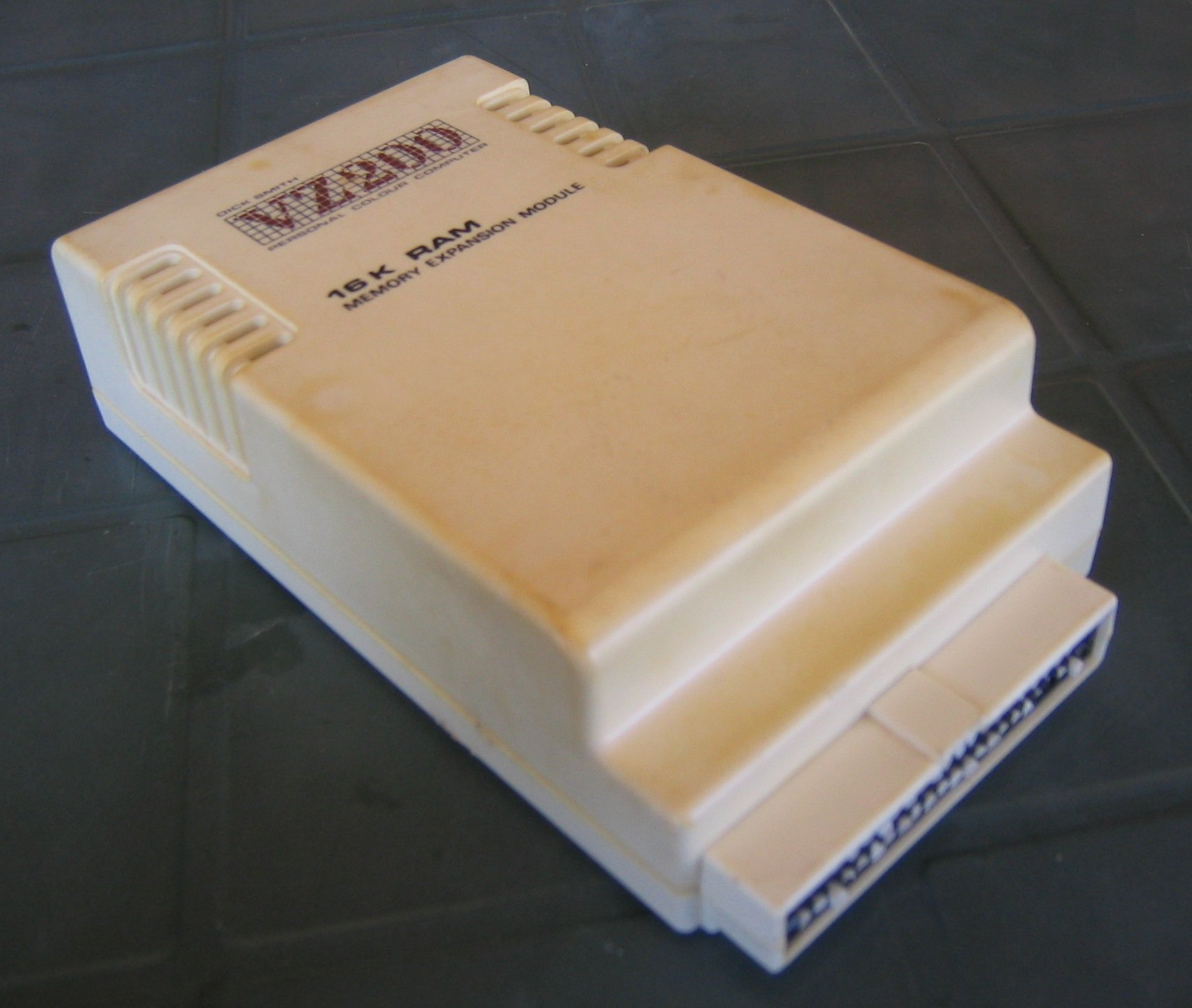
espansione RAM di 16k
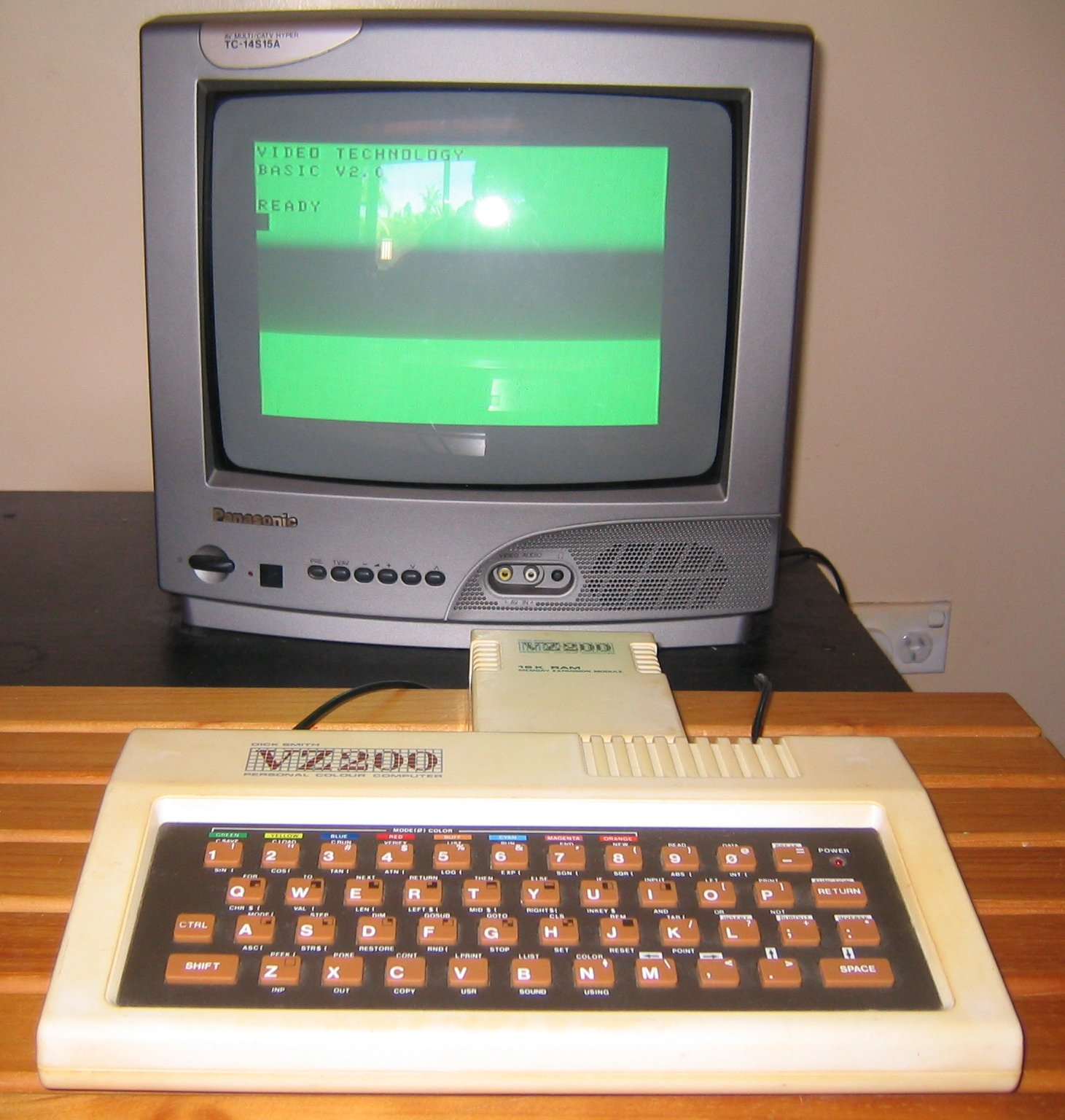
Un VZ200
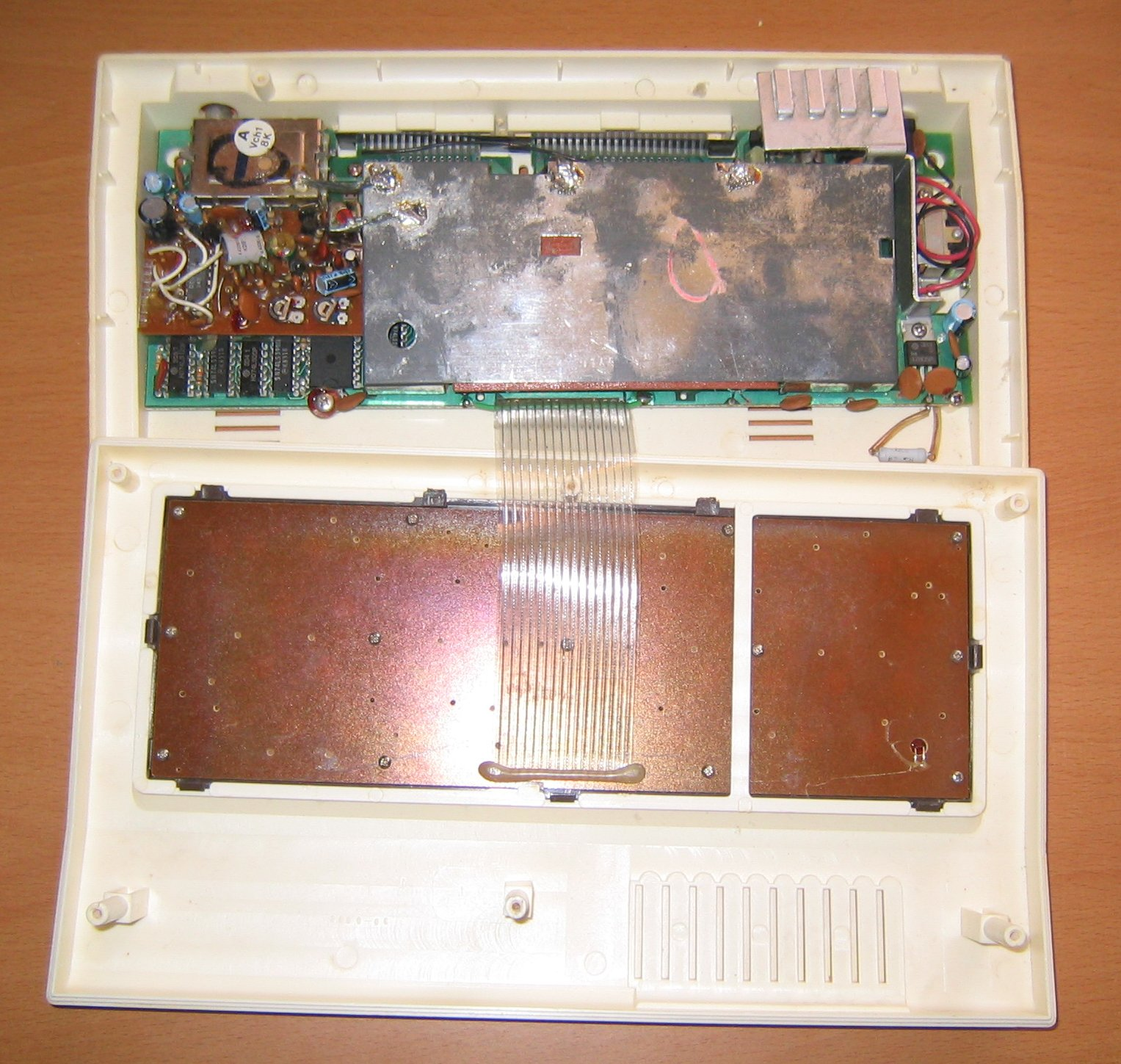
Dentro al case di un VZ200
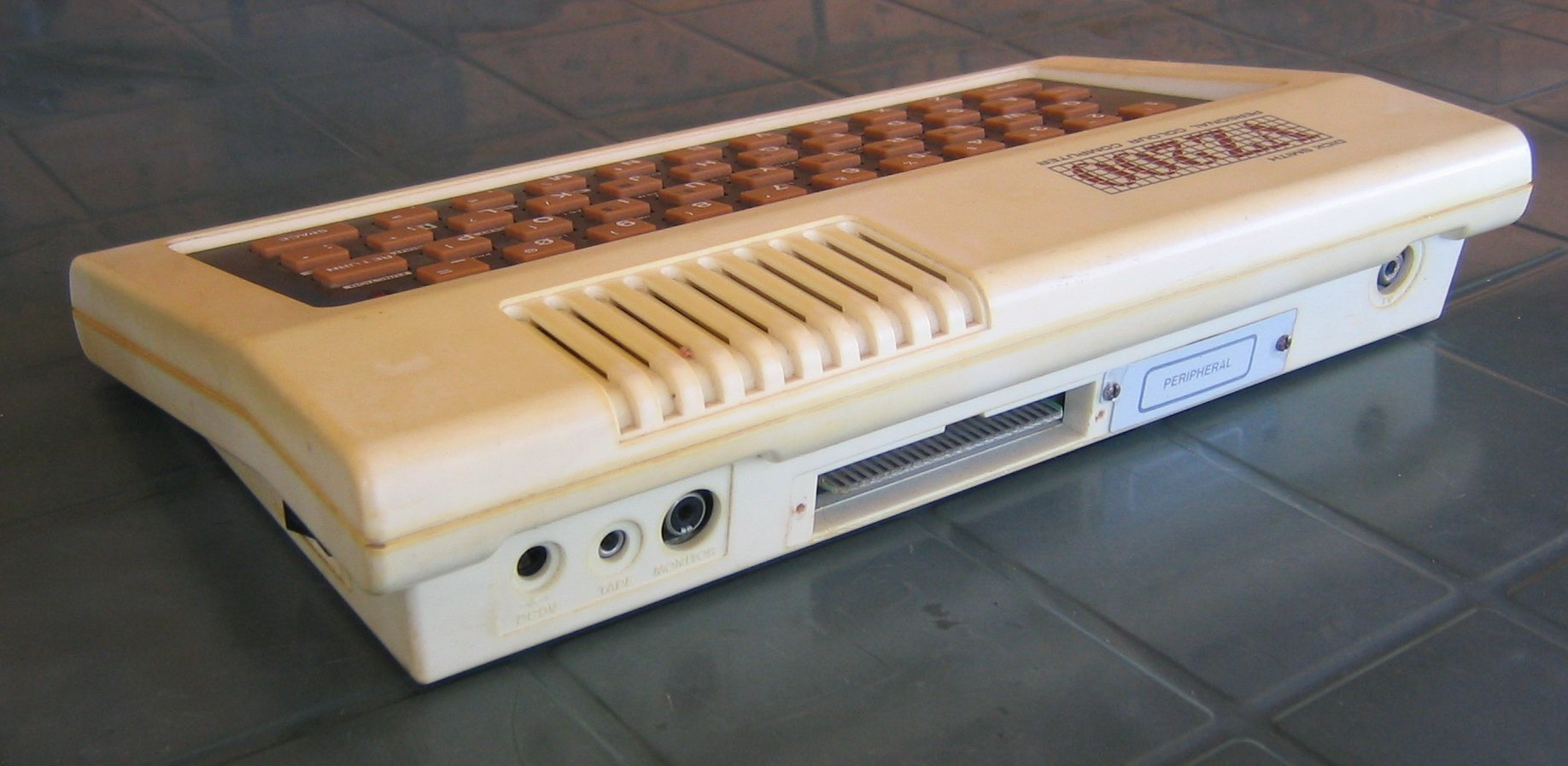
Pannello posteriore del VZ200